# Oselstraße 40

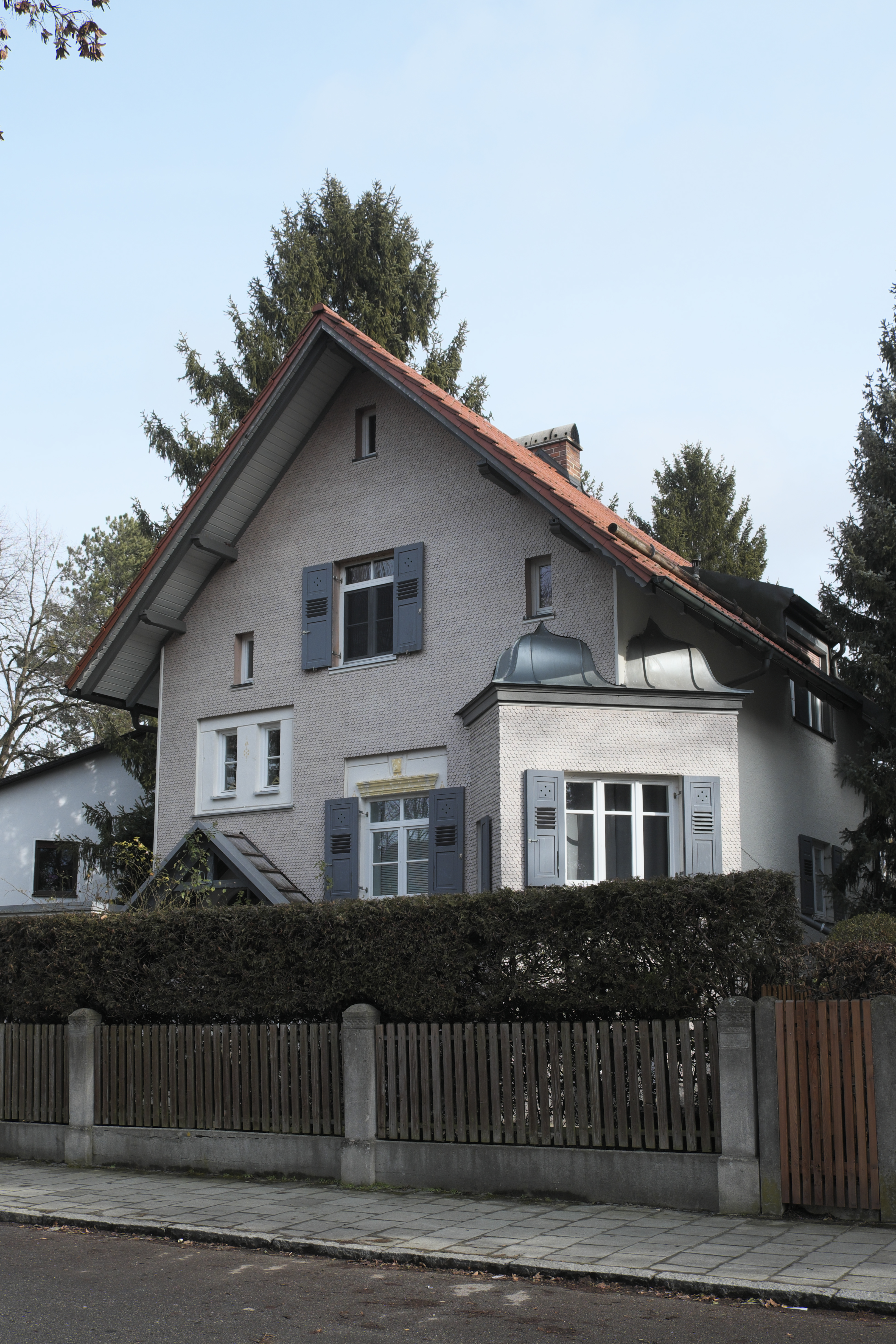
Villa Oselstraße 40 im Stadtteil Obermenzing von München

Das Gebäude Oselstraße 40 im Stadtteil Obermenzing der bayerischen Landeshauptstadt München wurde 1893/94 errichtet. Die Villa in der Oselstraße, die zur Frühbebauung der Villenkolonie Pasing I gehört, ist ein geschütztes Baudenkmal.
Der eingeschossige Satteldachbau über hohem Sockelgeschoss mit schräggestelltem Eckerker und verschindelter Fassade wurde vom Büro August Exter im Landhausstil errichtet. Der Hauseingang besitzt ein Holzdach und darüber ist ein Zwillingsfenster.